# 염부왕
염부왕(琰府王, ? ~ ?) 또는 오사성 발해왕(烏舍城 渤海王), 오사성 부유부 염부왕(烏舍城浮渝府渤海琰府王)은 송서에 등장하는 인물로 조선 말기의 학자 류득공이 발해고에 언급하였다. 1970년대 이후 조선시대 및 그 이전 사료를 한글로 번역하는 과정에서 알려졌다.
염부왕의 이름과 발해 왕실과의 관계, 정확한 가계는 알 수 없다. 류득공에 의하면 부유부는 부여부 또는 부여를 잘못 기록한 것이라 하였다. 류득공은 발해고에 사실명(史失名)이라 하여 사서에 이름이 전하지 않는다고 언급했다. 981년 송 태종 조광의는 칙서를 보내 자신을 도와 거란(요나라)을 정벌하는데 참여하면 유주와 계주를 제외한 주변지역을 내리겠다고 하였다. 이후의 행적은 미상이다.
정안국 외에도 발해부흥운동이 존재했으나, 그의 정체가 누군지는 류득공도 알 수 없다고 하였다. 1970년대 이후 조선시대 및 그 이전 사료를 한글로 번역하던 중 류득공의 발해고를 한글로 번역하면서 그 존재가 알려지게 되었다.